# Irbid (província)

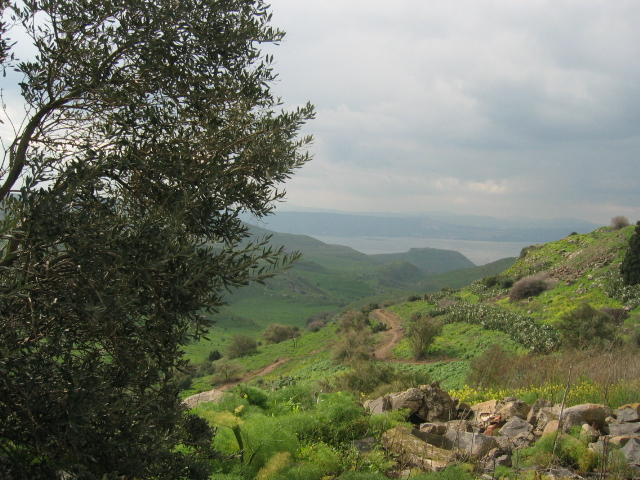
Montanhas da província de Irbid

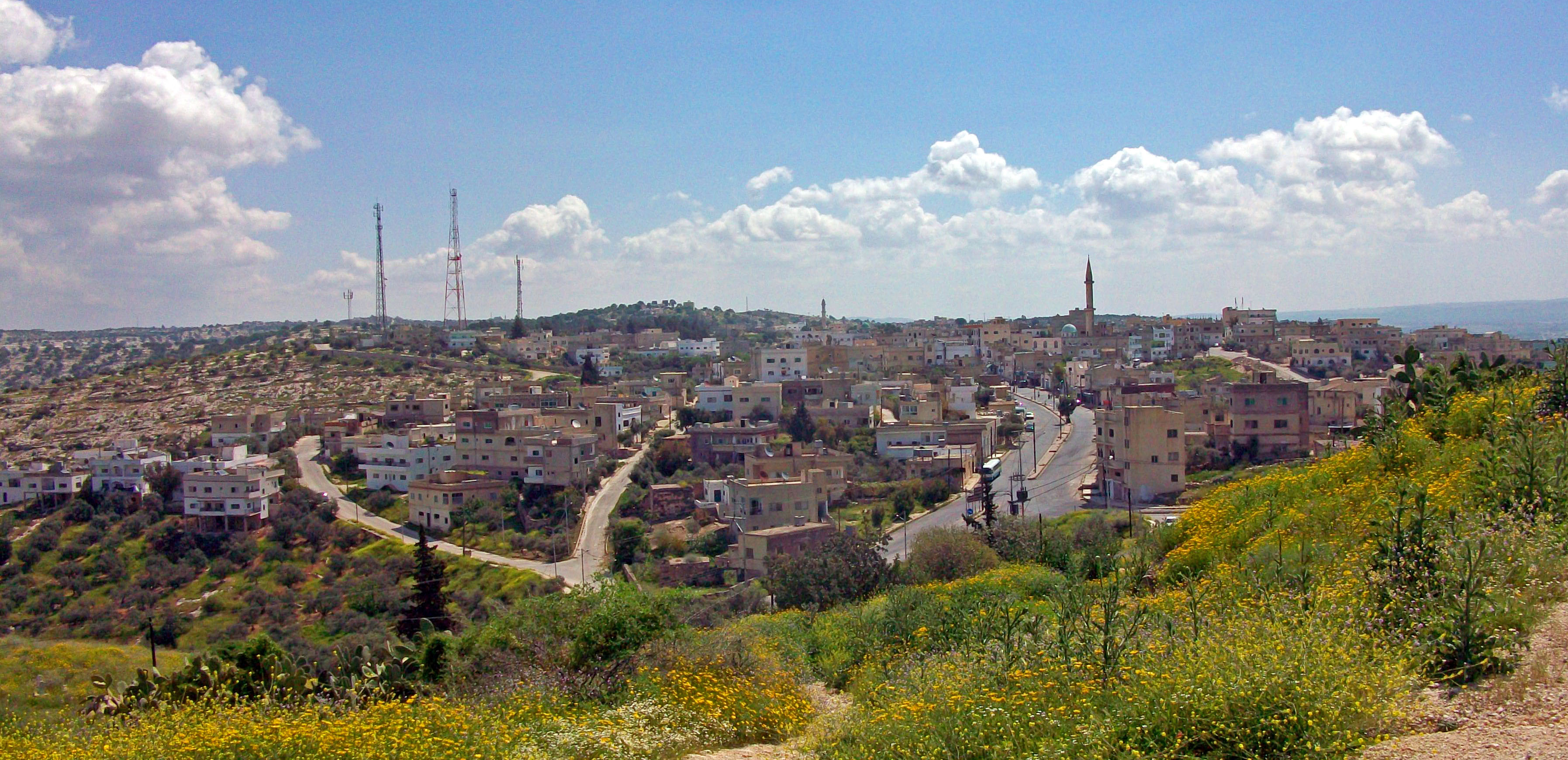
A cidade de Umm Qais

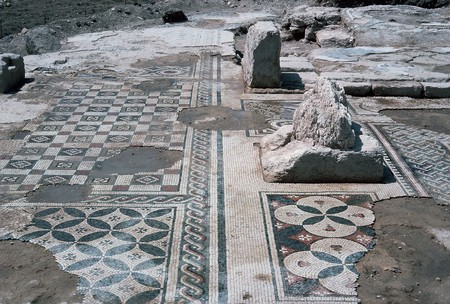
Sítio bizantino em Ar Ramtha

Irbide (em árabe: إربد‎‎) é uma provínciass da Jordânia. Está localizada ao norte de Amã, capital do país. Sua capital é a cidade de Irbide, que tem a segunda maior população da Jordânia, após Amã, e a maior densidade populacional do país.

## História
Irbide foi utilizada pelas civilizações gregas, romanas e islâmicas que deixando para trás seus históricos sítios arqueológicos. As cidades romanas e gregas, como Arbela (Irbide), Capitólias (Bete–Ras), Dião (Al Hisn) que contêm uma colina artificial e um pequeno lago artificial (reservatório de água), Gadara (Umm Qais), Pela (Tabeqt Fahel) e Abelo (Qwailbeh) foram ali estabilizadas. Elas eram membros da Decápole, um pacto firmado entre as dez cidades romanas na área.
Os gassânidas, uma tribo árabe, que estabeleceu seu país ao norte da Jordânia, abrangeu as planícies de Irbide, Golã e Horã. Foram descritos como os países mais bonitos da Síria. Também houve entregas dos soldados islâmicos. O cristianismo se espalhou por ali no século II e III.
Irbide presenciou o desenvolvimento dos povos edomitas e amonitas. Sua importância refletiu-se no período helenístico. Com o trabalho de conversão do Islã, as forças armadas islâmicas conseguiram um avanço. Como resultado, Sharhabeel Bin Hasnaa fez uma gloriosa vitória islâmica em 13 AH (634 AD), abrindo, ou inaugurando, as cidades de Bete–Rãs e Umm Qais.

## Estatísticas
Irbide, a “noiva do Norte", é considerada uma das mais belas cidades da Jordânia. Sua população é de 650 000 e situado em um terreno plano, 65 km. ao norte da capital, Amã. Ele está situado no noroeste do Reino Haxemita da Jordânia, rodeado de férteis terrenos agrícolas do norte, leste, oeste e sul. Irbide foi nomeada de "a margarida" em favor da flor margarida, que cresce em suas planícies.
De acordo com o Censo Nacional da Jordânia de 2004, dados demográficos indicaram que a província de Irbide tinha uma população de 928 292, estimativas atuais já demonstram que a província já atingiu um população de mais de um milhão de habitantes.
| Sexo feminino em relação ao masculino            | 48.9% a 51.1% |
| Cidadãos jordanianos em relação aos estrangeiros | 96.6% a 3.4%  |
| População urbana                                 | 707,420       |
| População rural                                  | 220,872       |
| População total                                  | 928,292       |

## Departamentos administrativos

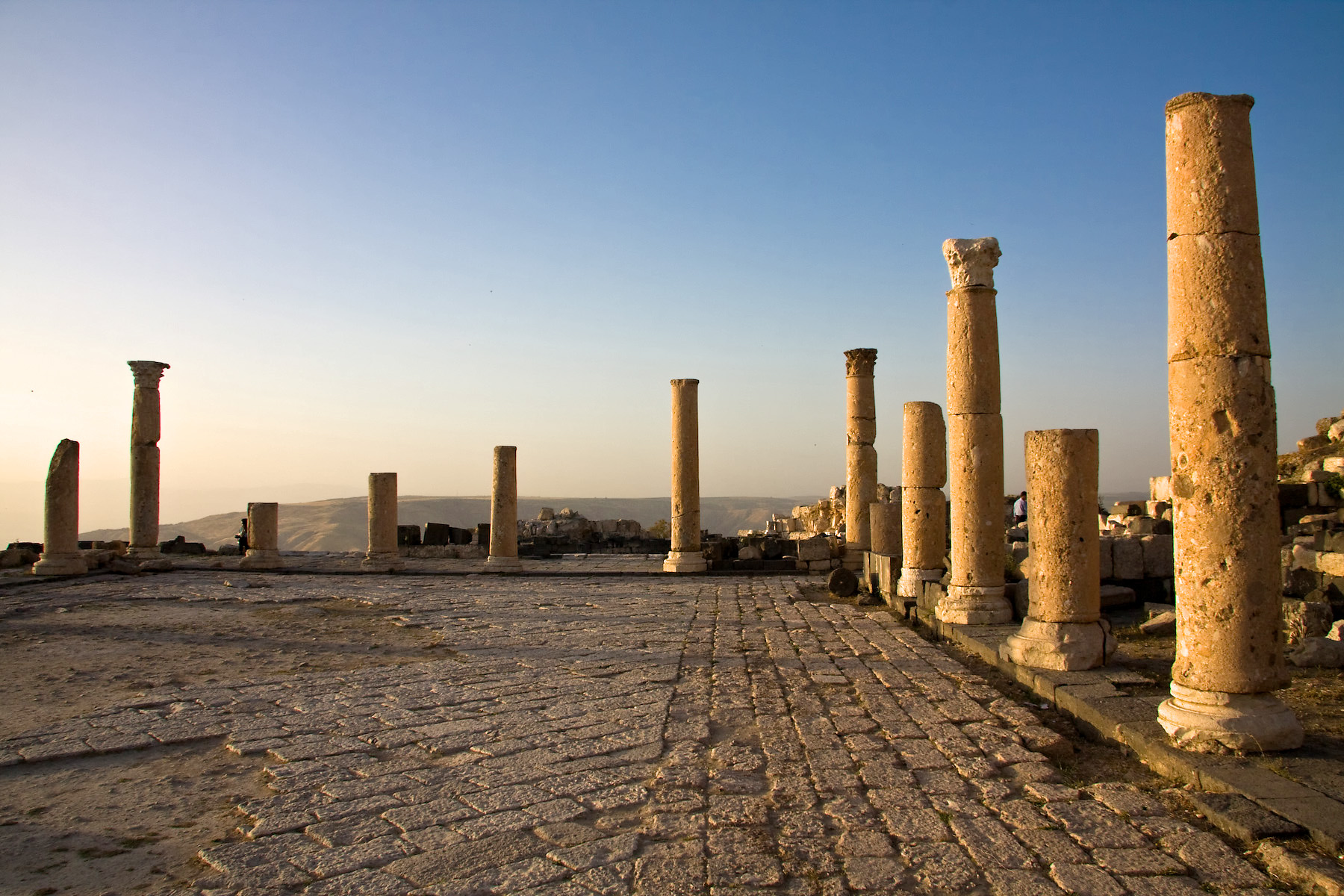
Igreja bizantina em Umm Qais

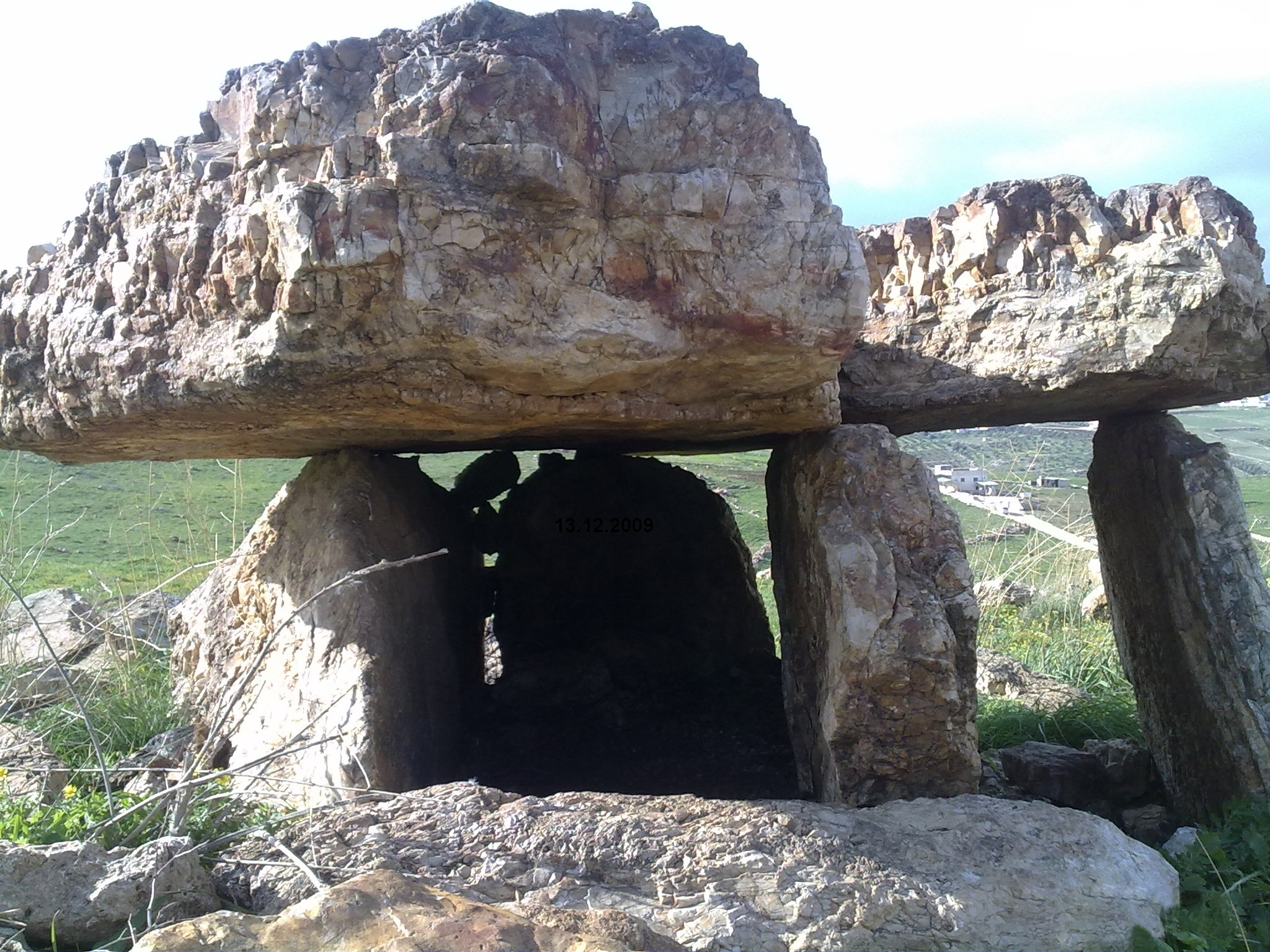
Um animal na antiga povoação de Johfiyeh

O Sistema de Divisões Administrativas do Ministério dos Estados do Interior da Jordânia divide a província de Irbide em nove departamentos, Muitos destes departamentos estão dentro da esfera de influência (e constituem distritos) da Irbide metropolitana.
|   | Departamento                             | Nome em Árabe         | População (2004)   | Centro Administrativo |
| - | ---------------------------------------- | --------------------- | ------------------ | --------------------- |
| 1 | Departamento Capital (Al-Qasabeh)        | لواء القصبة           | A cidade de Irbide | Al-Qasabeh            |
| 2 | Departamento de Bani Obaid               | لواء بني عبيد         | 93,561             | Al Hisn               |
| 3 | Departamento de Al-Mazar Al-Shamali      | لواء المزار الشمالي   | 44,166             | Al Mazar al Shamali   |
| 4 | Departamento de Ar Ramtha                | لواء الرمثا           | 109,142            | Ar Ramtha             |
| 5 | Departamento de Bani Kinaneh             | لواء بني كنانة        | 76,398             | Sama Alrusan          |
| 6 | Departamento de Koura                    | لواء الكورة           | 91,050             | Der Abi Saeed         |
| 7 | Departamento de Al-Aghwar Al Shamaliyyeh | لواء الأغوار الشمالية | 85,203             | Norte Shuneh          |
| 8 | Departamento de Taybeh                   | لواء الطيبة           | 29,318             | Taybeh                |
| 9 | Departamento de Wasatieh                 | لواء الوسطية          | 24,046             | Kufr Asad             |